# Kenneth Dokken
Kenneth Dokken (Lørenskog, 1978. október 10. –) norvég labdarúgó-középpályás, edző. Édesapja a szintén labdarúgó és edző Arne Dokken.